# Sfera di fotoni

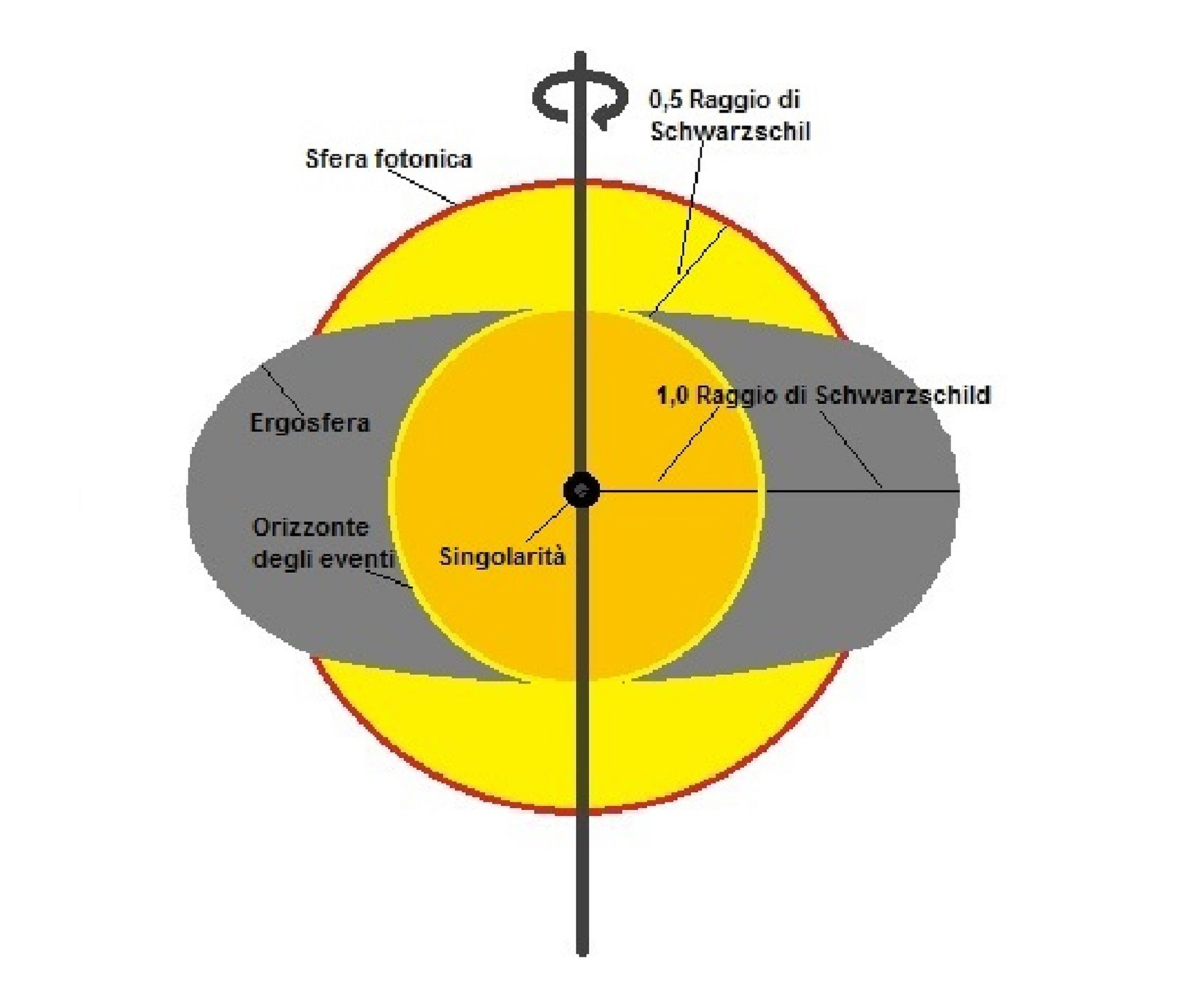
Rappresentazione di una sfera fotonica

Una sfera di fotoni (o sfera fotonica), è una regione sferica dello spazio dove la gravità è abbastanza forte da costringere i fotoni a muoversi dentro a orbite. La formula per trovare il raggio per un'orbita di fotoni circolare è: r=3GM/c2. A causa di questa equazione le sfere di fotoni possono solo esistere nello spazio circostante un oggetto estremamente compatto, come lo è un buco nero.
Siccome i fotoni viaggiano vicino all'orizzonte degli eventi di un buco nero, essi possono sfuggire alla sua attrazione gravitazionale viaggiando in una direzione quasi verticale conosciuta come cono d'uscita. Un fotone al confine di questo cono non sfuggirà completamente alla forza di gravità del buco nero, anzi vi orbiterà attorno, anche se con orbite instabili.
La sfera di fotoni è localizzata più distante dal centro di un buco nero dell'orizzonte degli eventi e della ergosfera.
Per buchi neri non-rotanti, la sfera di fotoni è una sfera di raggio 3/2 Rs, dove Rs denota il raggio di Schwarzschild (il raggio dell'orizzonte degli eventi) - vedi sotto per una derivazione di questo risultato. Nessuna orbita non accelerata con un semiasse maggiore inferiore a questa distanza è possibile, ma dentro la sfera di fotoni, un'accelerazione costante permetterà a un veicolo o sonda spaziale di librarsi sopra l'orizzonte degli eventi.
Un buco nero rotante ha due sfere di fotoni e quando ruota si trascina dietro lo spazio circostante. La sfera di fotoni che è più vicina al buco nero si muove nella stessa direzione della rotazione, mentre la sfera di fotoni più lontana si muove in senso contrario. Maggiore è la velocità angolare di rotazione di un buco nero, più grande sarà la distanza fra le due sfere di fotoni. Ma poiché il buco nero ha un asse di rotazione, questa affermazione è vera solo se ci si avvicina al buco nero nella direzione dell'equatore. Se ci si avvicina da un angolo differente, come da uno dei poli verso l'equatore, ci appare una sola sfera di fotoni. Questo accade perché avvicinandosi con questo angolo, la possibilità di viaggiare con o contro la rotazione non esiste.

## Derivazione del raggio della sfera di fotoni
Questa derivazione implica l'uso della metrica di Schwarzschild, data da:
{\displaystyle ds^{2}=\left(1-{\frac {2GM}{rc^{2}}}\right)c^{2}dt^{2}-\left(1-{\frac {2GM}{rc^{2}}}\right)^{-1}dr^{2}-r^{2}(d\theta ^{2}+{\textrm {sin}}^{2}\theta d\phi ^{2})}
Per un fotone viaggiante ad un raggio costante r (per es. nella direzione della coordinata Φ), ds, dr e dθ devono essere tutte uguali a zero (la conseguenza di ds = 0 è un "intervallo pari alla luce").
Adattando ds, dr e dθ a zero, abbiamo:
{\displaystyle \left(1-{\frac {2GM}{rc^{2}}}\right)c^{2}dt^{2}=r^{2}{\textrm {sin}}^{2}\theta d\phi ^{2}}
Riordinando dà:
{\displaystyle {\frac {d\phi }{dt}}={\frac {c}{r{\textrm {sin}}\theta }}{\sqrt {1-{\frac {R_{s}}{r}}}}}
dove Rs è il raggio di Schwarzschild
Ciò che bisogna conoscere per procedere è la relazione {\displaystyle {\frac {d\phi }{dt}}}. Per trovarla useremo l'equazione geodetica radiale
{\displaystyle {\frac {d^{2}r}{d\tau ^{2}}}+\Gamma _{\mu \nu }^{r}u^{\mu }u^{\nu }=0.}
I coefficienti di connessione non nulli {\displaystyle \Gamma } sono {\displaystyle \Gamma _{tt}^{r}={\frac {BB^{\prime }}{2}},\;\Gamma _{rr}^{r},\;\Gamma _{\theta \theta }^{r},\;\Gamma _{\phi \phi }^{r}=-Br\sin ^{2}\theta }, dove {\displaystyle B^{\prime }={\frac {dB}{dr}},B=1-{\frac {R_{s}}{R}}}. Trattiamo la geodetica radiale del fotone con la costante r e {\displaystyle \theta }, dunque
{\displaystyle {\frac {dr}{d\tau }},\;{\frac {d^{2}r}{d\tau ^{2}}},\;{\frac {d\theta }{d\tau }}=0}.
Mettendola tutta nell'equazione geodetica r otteniamo
{\displaystyle \left({\frac {d\phi }{dt}}\right)^{2}={\frac {R_{s}c^{2}}{2r^{3}\sin ^{2}\theta }}}
Comparandola con quanto ottenuto precedentemente, abbiamo:
{\displaystyle c{\sqrt {\frac {R_{s}}{2r}}}=c{\sqrt {1-{\frac {R_{s}}{r}}}}}
dove abbiamo inserito i radianti {\displaystyle \theta ={\frac {\pi }{2}}} (immaginiamo che la massa centrale, attorno alla quale il fotone sta orbitando, è localizzata nel centro dell'asse di coordinata. Allora, quando il fotone viaggia lungo la linea di coordinata {\displaystyle \phi }, per la massa localizzata direttamente nel centro dell'orbita del fotone, noi dobbiamo avere {\displaystyle \theta ={\frac {\pi }{2}}} radianti).
Da qui, riordinando, questa espressione finale dà:
{\displaystyle r={\frac {3}{2}}R_{s}}
che è il risultato che c'eravamo proposti per la dimostrazione.